# Cryptalaus spinicollis
Cryptalaus spinicollis là một loài bọ cánh cứng trong họ Elateridae. Loài này được Van Zwaluwenburg miêu tả khoa học năm 1951.